# Chalce Montes
Chalce Montes és una estructura geològica del tipus mons a la superfície de Mart, situada amb el sistema de coordenades planetocèntriques a -53 ° de latitud N i 323.51 ° de longitud E. Fa 100 km de diàmetre. El nom va ser fet oficial per la UAI l'any 1991 i pren el nom d'una característica d'albedo.